# Pobrecitas!
Pauvres petites !
L'eau-forte Pobrecitas! (en français Pauvres petites !) est une gravure de la série Los caprichos du peintre espagnol Francisco de Goya. Elle porte le numéro 22 dans la série des 80 gravures. Elle a été publiée en 1799.

## Interprétations de la gravure
Il existe divers manuscrits contemporains qui expliquent les planches des Caprichos. Celui qui se trouve au Musée du Prado est considéré comme un autographe de Goya, mais semble plutôt chercher à dissimuler et à trouver un sens moralisateur qui masque le sens plus risqué pour l'auteur. Deux autres, celui qui appartient à Ayala et celui qui se trouve à la Bibliothèque nationale, soulignent la signification plus décapante des planches.
- Explication de cette gravure dans le manuscrit du Musée du Prado :
Vayan a coser las descosidas. Recojanlas, que bastantes anduvieron sueltas.
(Elles vont coudre les décousues. On les recueille car elles ont suffisamment marché seules)[3].

- Manuscrit de Ayala :
Las rameras pobres van a la cárcel: las de rumbo a donde les da la gana.
(Les prostituées pauvres vont en prison: celles de la classe au-dessus font ce qu'elles veulent)[3].

- Manuscrit de la Bibliothèque nationale :
Las infelices que se hacen prostitutas, tal vez por miseria, son llevadas a las cárceles, cuando se les antoja a los alguaciles; las de rumbo viven como les da la gana, porque las leyes sólo se han hecho para los pobres.
(Les malheureuses qui se prostituent, peut-être à cause de la misère, sont conduites en prison, quand les gendarmes en ont envie ; celles de la classe au-dessus font ce qu'elles veulent, car les lois sont seulement faites pour les pauvres)[3].

Les manuscrits soulignent la différence que fait Goya dans les estampes entre les amours illicites des dames mariées que la loi permet et les humbles prostituées peut-être à cause de la misère que la loi poursuit. Ces dernières sont montrées avec indulgence. Ici on nous montre les victimes de cette justice inégale : deux tristes personnes sans défense avec la face cachée par des mantilles sont conduites par deux gendarmes à la prison de San Fernando.

## Technique de la gravure
Le premier dessin préparatoire, correspondant à l'Album B, porte au bas l'inscription : Pobres. ¡Cuantas lo merecerán mejor!. ¿Pues qué es esto?. Que ha de ser que las llevan a San Fernando. (Pauvres. Combien elles mériteraient mieux!. Mais qu'est-ce ? Pourquoi les amène-t-on à San Fernando). On voit les deux femmes très semblables à celles de la gravure, escortées par deux soldats avec un fusil à l'épaule. Le second dessin préparatoire est une sanguine très rapide, comme il est coutumier dans ces dessins rapides d'être assez différents de la composition définitive.
Goya reflète son antipathie envers les gendarmes représentés comme des félins, non seulement dans l'estampe précédente et dans celle-ci sinon également dans d'autres occasions.

## Catalogue
- Numéro de catalogue G02110 de l'estampe au Musée du Prado.
- Numéro de catalogue D04211 du dessin préparatoire au Musée du Prado.
- Numéro de catalogue 51-1-10-22 de l'estampe au Musée Goya de Castres.
- Numéros de catalogue ark:/12148/btv1b8451752w et ark:/12148/btv1b84517539 de l'estampe chez Gallica.